# Bilan saison par saison du Kraken de Seattle
Le Kraken de Seattle est une franchise de la Ligue nationale de hockey depuis 2018 et dispute sa première saison en 2021-2022.
Cette page retrace les résultats de l'équipe depuis cette première saison.

## Résultats
| Saison    | PJ | V  | D  | DP | DTB | BP  | BC  | Pts | Classement                   | Séries éliminatoires    | Entraîneur    | Capitaine            |
| --------- | -- | -- | -- | -- | --- | --- | --- | --- | ---------------------------- | ----------------------- | ------------- | -------------------- |
| 2021-2022 | 82 | 27 | 49 | 5  | 1   | 216 | 285 | 60  | 8es de la division Pacifique | Non qualifié            | David Hakstol | Mark Giordano        |
| 2022-2023 | 82 | 46 | 28 | 4  | 4   | 289 | 256 | 100 | 4es de la division Pacifique | 4-3 Avalanche 3-4 Stars | David Hakstol | Quatre en alternance |
| 2023-2024 | 82 | 34 | 35 | 9  | 4   | 217 | 236 | 81  | 6es de la division Pacifique | Non qualifié            | David Hakstol | Quatre en alternance |
| 2024-2025 | 82 | 35 | 41 | 3  | 3   | 247 | 265 | 76  | 7es de la division Pacifique | Non qualifié            | Dan Bylsma    | Jordan Eberle        |